# Лидиевка (Николаевская область)
Лидиевка (укр. Лідіївка) — село в Доманёвском районе Николаевской области Украины.
Основано в 1905 году. Население по переписи 2001 года составляло 415 человек. Почтовый индекс — 56462. Телефонный код — 5152. Занимает площадь 1,125 км².

## Местный совет
56460, Николаевская обл., Доманёвский р-н, с. Сухая Балка, ул. Центральная, 16